# Osiedle Robotnicze (Kruszwica)
Osiedle Robotnicze – najstarsze osiedle mieszkaniowe w Kruszwicy znajdujące się przy ulicy Jana Kasprowicza i Lipowej. Tutaj znajduje się najstarszy w mieście budynek szkolny, dzisiejsze liceum im. Juliusza Słowackiego. Dzielnica w zdecydowanej mierze została pobudowana w blokach. Dzielnicę zamieszkuje około 2 tysięcy mieszkańców.